# Volleyboll vid olympiska sommarspelen 1976
De olympiska turneringarna 1976 i volleyboll avgjordes mellan den 18 och 30 juli 1976 i Montréal.

## Medaljtabell
| Pl. | Nation        | Guld | Silver | Brons | Totalt |
| --- | ------------- | ---- | ------ | ----- | ------ |
| 1   | Japan         | 1    | 0      | 0     | 1      |
| 1   | Polen         | 1    | 0      | 0     | 1      |
| 3   | Sovjetunionen | 0    | 2      | 0     | 2      |
| 4   | Kuba          | 0    | 0      | 1     | 1      |
| 4   | Sydkorea      | 0    | 0      | 1     | 1      |

## Medaljsammanfattning
| Gren                        | Guld | Silver | Brons |
| Volleyboll, damer detaljer  | Japan Yuko Arakida Takako Iida Katsuko Kanesaka Kiyomi Kato Echiko Maeda Noriko Matsuda Mariko Okamoto Takako Shirai Shoko Takayanagi Hiromi Yano Juri Yokoyama Mariko Yoshida                                       | Sovjetunionen Larisa Bergen Ljudmila Tjernysjova Olga Kozakova Natalija Kusjnir Nina Muradjan Lilija Osadtja Hanna Rostova Ljubov Rudovskaja Inna Ryskal Ljudmila Sjtjetinina Nina Smolejeva Zoja Jusova                    | Sydkorea Baik Myung-sun Byon Kyung-ja Chang Hee-sook Jo Hea-jung Jung Soon-ok Lee Soon-bok Lee Soon-ok Ma Kum-ja Park Mi-kum Yoon Young-nae Yu Jung-hyae Yu Kyung-hwa                                        |
| Volleyboll, herrar detaljer | Polen Bronisław Bebel Ryszard Bosek Wiesław Gawłowski Marek Karbarz Lech Łasko Zbigniew Lubiejewski Mirosław Rybaczewski Włodzimierz Sadalski Edward Skorek Włodzimierz Stefański Tomasz Wójtowicz Zbigniew Zarzycki | Sovjetunionen Vladimir Tjernysjov Jefim Tjulak Vladimir Dorochov Aleksandr Jermilov Vladimir Kondra Oleh Molyboha Anatolij Polisjtjuk Aleksandr Savin Pāvels Seļivanovs Jurij Starunskij Vladimir Ulanov Vjatjeslav Zajtsev | Kuba Alfredo Figueredo Víctor García Diego Lapera Leonel Marshall Steward, Sr. Ernesto Martínez Lorenzo Martínez Jorge Pérez Antonio Rodríguez Carlos Salas Victoriano Sarmientos Jesús Savigne Raúl Vilches |